# Moosach (München)

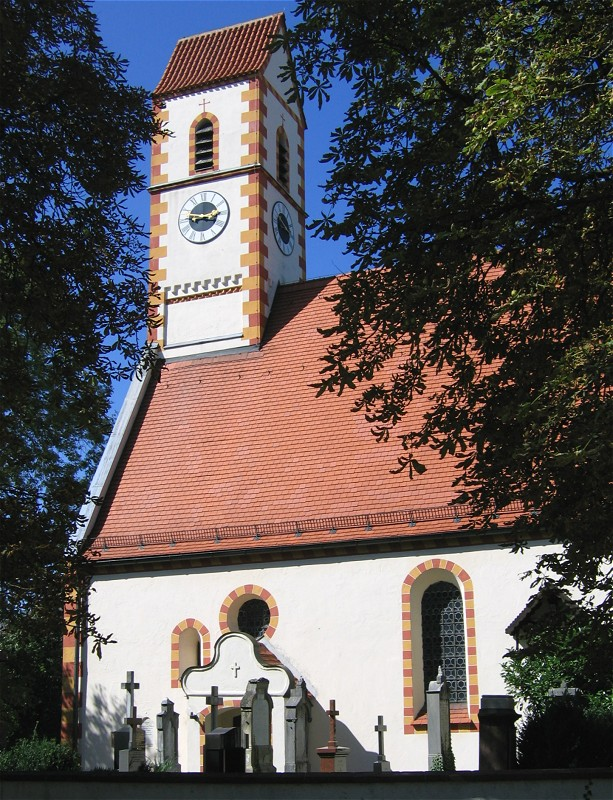
St. Martin (12. und 13. Jahrhundert)

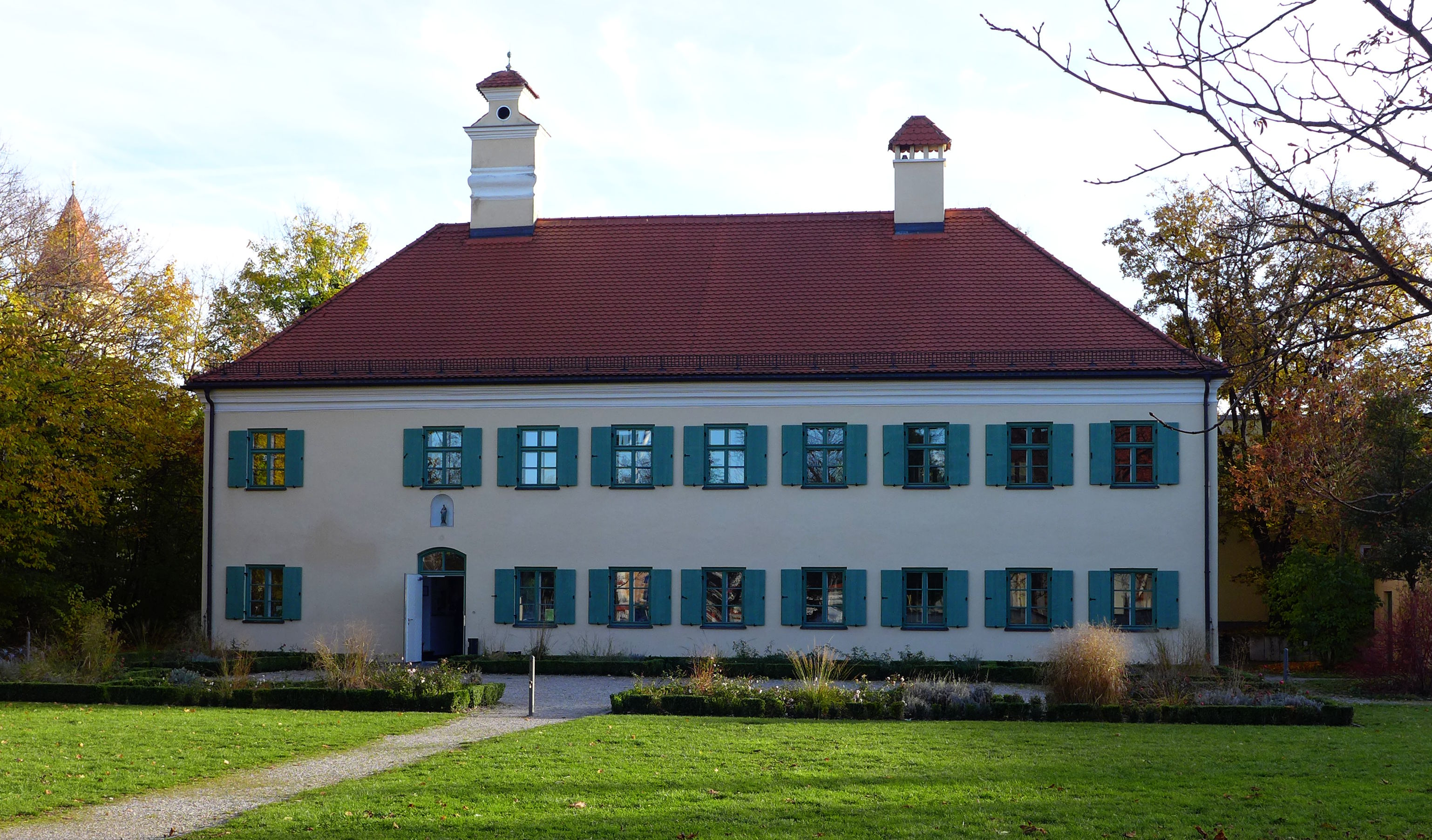
Pelkovenschlössl am Moosacher St.-Martins-Platz

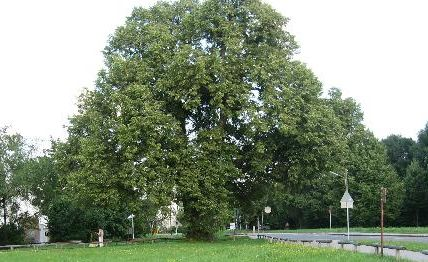
Röth-Linde, Münchens ältester Baum

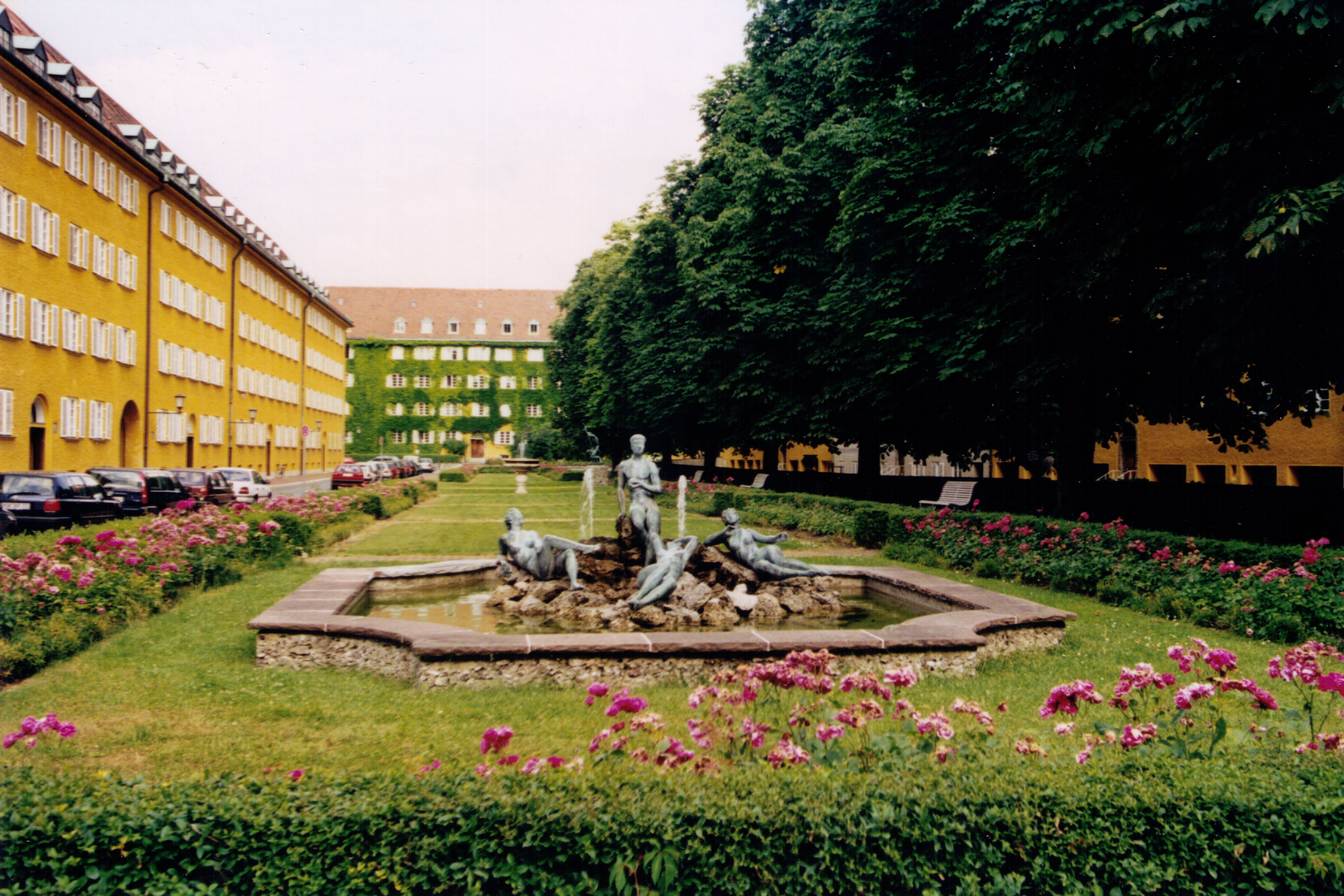
Borstei

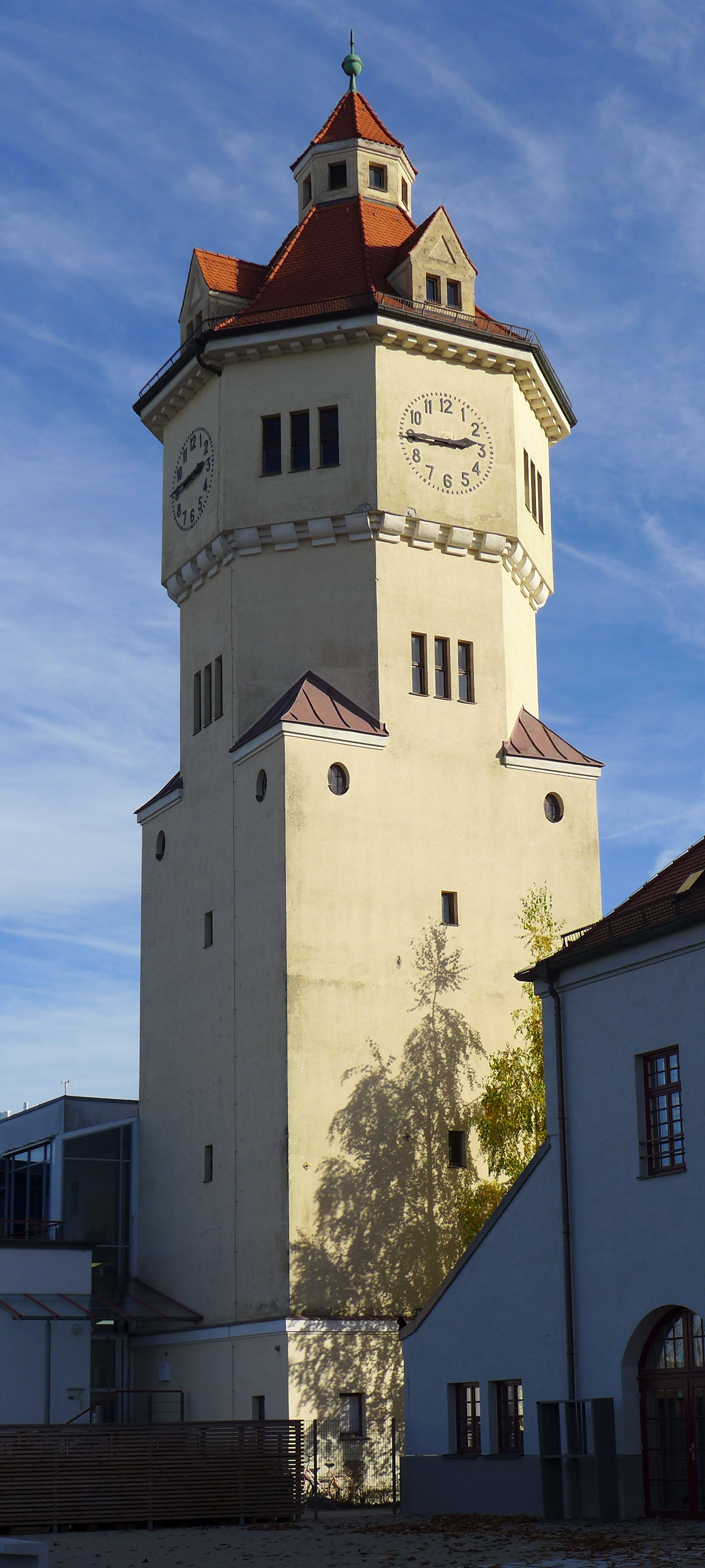
Wasserturm

Moosach ist der Stadtbezirk 10 der bayerischen Landeshauptstadt München. Die vormalige  Landgemeinde Moosach wurde 1913 in die Königliche Haupt- und Residenzstadt München eingemeindet.
Der Stadtbezirk unterteilt sich in die Ortsteile Hartmannshofen, Nederling, Neulustheim, Borstei und Olympia-Pressestadt. Den Namen verdankt das ehemalige Dorf der Moosach, einem knapp 60 km langen linken Nebenfluss der Isar. Der ursprüngliche Verlauf der Moosach wird heute als Feldmochinger Mühlbach bezeichnet und seit den Regulierungsmaßnahmen bei Oberschleißheim aus dem Würmkanal ausgeleitet.

## Lage
Der Stadtbezirk liegt im Nordwesten der Stadt und erstreckt sich von der Landshuter Allee (Mittlerer Ring) im Osten über das Rangierbahnhofgelände im Norden und die Waldhornstraße im Westen bis zum Westfriedhof im Süden.
Nachbarbezirke sind Feldmoching-Hasenbergl im Norden, Milbertshofen-Am Hart im Osten, Neuhausen-Nymphenburg im Süden, Pasing-Obermenzing im Südwesten und Allach-Untermenzing im Westen.

## Geschichte und Struktur
Eine fast ununterbrochene Kette von frühgeschichtlichen Funden lässt den Schluss auf eine kontinuierliche Besiedelung seit 4.000 Jahren bis zu der jüngeren Steinzeit zu. Moosach zählt somit zu den ältesten Orten rund um bzw. in München. Die erste urkundliche Erwähnung datiert vom 4. Juni 807. Schon vor 1315 wurde die St.-Martins-Kirche in Moosach erbaut. Um 1700 wurde die Röth-Linde, Münchens ältester Baum, gepflanzt.
1717 errichtete Kurfürst Max Emanuel die Fasanerie Moosach, ursprünglich ein Forsthaus zur Fasanenaufzucht, heute ein Biergarten mit 1500 Plätzen im Selbstbedienungsbereich und weiteren 200 Plätze im bedienten Bereich. In den 1960er Jahren wandelte der Freistaat Bayern das Gebiet in den Hartmannshofer Park um.
1818 kam Nederling im Zuge der Gemeindebildung zur Gemeinde Moosach.
1906 wurde mit dem Bau des Gaswerks Moosach an der Dachauer Straße begonnen. Der Ort Moosach war bis zum 30. Juni 1913 eine selbständige Gemeinde; letzter Bürgermeister war Valentin Netzer (1849–1918). Moosach wurde bei seiner Eingemeindung ein Teil des 28. Stadtbezirks Neuhausen-Moosach, dem auch der Gemeindeteil Gern der ehemaligen Gemeinde Nymphenburg zugehörte. Bei der Stadtgebietsneugliederung wurden mit Wirkung vom 1. Mai 1996 alle Gemarkungsteile von Neuhausen und Nymphenburg dem gleichnamigen Stadtbezirk 9 Neuhausen-Nymphenburg zugeschlagen. Damit umfasst der Stadtbezirk 10 heute im Wesentlichen wieder das Gebiet der ehemaligen Gemeinde Moosach, das nach dem letzten Ortschaftenverzeichnis vor der Eingemeindung von 1904 eine Fläche von 1184,44 Hektar umfasste.
Vom (je nach Quelle: 25. August 1941 bzw.) 17. Dezember 1942 bis zum 13. März 1945 befand sich im Stadtteil das Arbeitserziehungslager München-Moosach. In den vier Baracken sollen 400 bis 500 Häftlinge gewesen sein, darunter auch der Niederländer Dirk Koedoot.
Für Moosach spielte als Salz- und Handelsweg die Pelkovenstraße eine große Rolle. General Eisenhower hielt 1945/46 dort mehrere Militärparaden ab. Er nächtigte in der Netzer-Villa, dem Wohnsitz des vormaligen Bürgermeisters.
Die städtebauliche Entwicklung in Moosach begann im Wesentlichen erst nach dem Zweiten Weltkrieg. Einfamilienhäuser, Reihenhäuser und kleinere Mietshäuser (freifinanziert, öffentlich gefördert und genossenschaftlich) machen Moosach heute größtenteils zu einem Stadtteil mit geringerer Wohndichte als in den innenstädtischen Bereichen vorzufinden. Bedingt durch eine intensive Erschließung der noch verfügbaren Bauflächen steigt die Bevölkerungsdichte auch in den Bereichen Moosachs deutlich an.
Nach Osten zu verdichtet sich die Bebauung mit der Olympia-Pressestadt und mit Wohnanlagen aus der Zwischenkriegszeit. Bemerkenswert ist die zwischen 1924 und 1930 errichtete Mustersiedlung Borstei in der Südost-Ecke des Bezirks.
Ab 1951 entstand die Trinkl-Siedlung, damals illegal errichtete Schwarzbauten.
In der Pelkovenstraße befindet sich die älteste Kirche Moosachs und daneben das ehemalige Pfarrhaus. Die Kirche gehört der Pfarrei St. Martin an. Das ehemalige Pfarrhaus ist inzwischen vermietet. Daneben wurde eine Stele zu Ehren von Papst Benedikt XVI. errichtet, der 1951 als Joseph Aloisius Ratzinger in St. Martin seine erste Stelle als Neupriester angetreten und im Pfarrhaus gewohnt hatte.
Die ev.-luth. Kirchengemeinde München Heilig-Geist betreut in Moosach viele Gläubige, die sich in drei Gotteshäusern versammeln: Heilig-Geist-Kirche, Olympiakirche und Magdalenenkirche.
An der Pelkovenstraße, der Hauptachse Altmoosachs, markieren die ältesten Gasthäuser des Stadtteils die Ausdehnung des Ortes bis in das 19. Jahrhundert. Der Alte Wirt, zugleich eines der ältesten Gasthäuser Münchens, steht an der Ecke zur Dachauer Straße und der Augustiner Spieglwirt am anderen Ende des alten Moosachs an der Ecke zur Feldmochinger Straße.
1972 wurde westlich der Landshuter Allee die Olympia-Pressestadt für die Olympischen Spiele errichtet. Das dortige Hochhaus Riesstraße 82 ist mit 83 Metern Höhe das momentan zwölfthöchste Gebäude in München.
Von 2001 bis 2004 wurde der Komplex Hochhaus Uptown München errichtet, mit 146 Metern Höhe nach dem Olympiaturm das zweithöchste Gebäude der Stadt.
2020 entstand im Stadtteil der Busbetriebshof Moosach.
Durch den Zuzug von Angehörigen der Mittelschicht nach Moosach, wo traditionell eher Kleingewerbetreibende, Arbeiter und einfache Angestellte lebten, stellt sich die Sozialstruktur heute ausgeglichener dar. Nach der Stellung im Beruf dominieren Angestellte und Beamte unter den Erwerbstätigen. Die Haushaltsstruktur wird noch deutlich von Familien mit Kindern geprägt; entsprechend unterrepräsentiert sind Einpersonen-Haushalte.
Arbeitsplätze liegen hauptsächlich im verarbeitenden Gewerbe (Fahrzeug- und Maschinenbau, Textil und Bekleidung sowie Chemie), im Handel (verdichtet am „Moosacher Stachus“ an der Dachauer-, Bauberger-, Bunzlauer- und Pelkovenstraße, im Olympia-Einkaufszentrum und den Nahversorgungszentren Mona und Meile Moosach) sowie im Dienstleistungssektor.

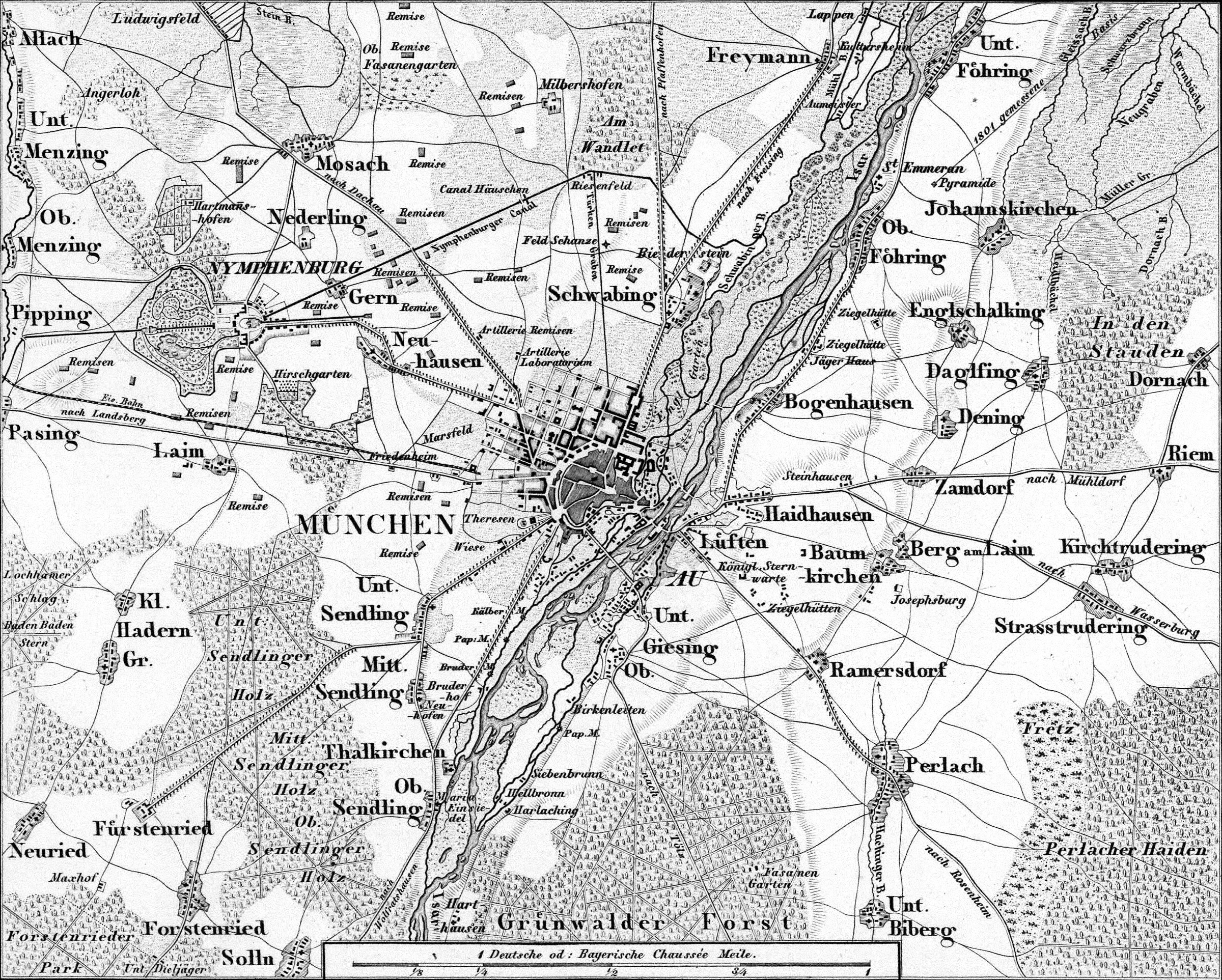
„Mosach“ auf einer Karte von 1858
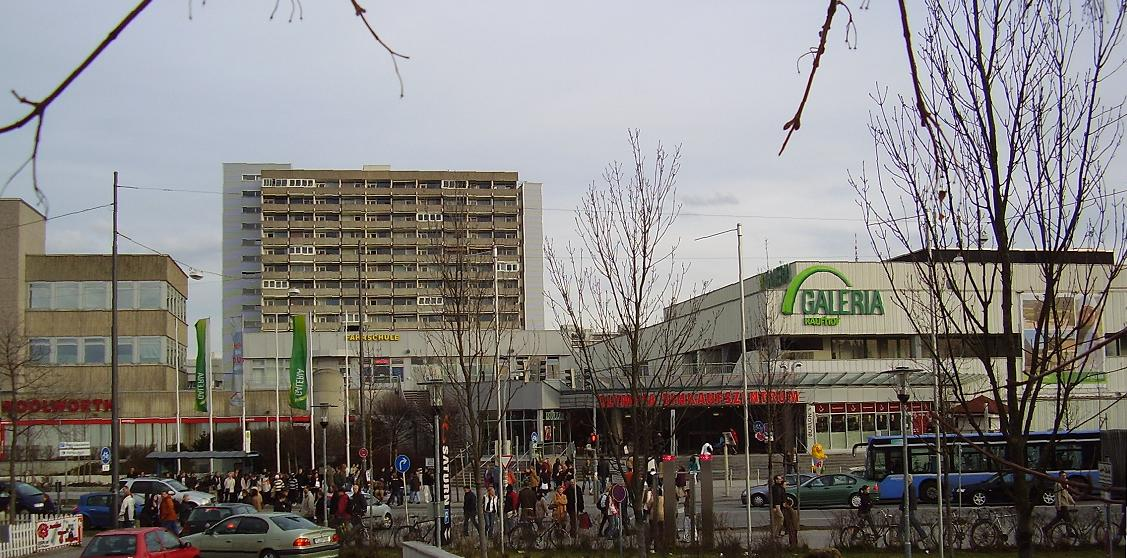
Olympia-Einkaufszentrum
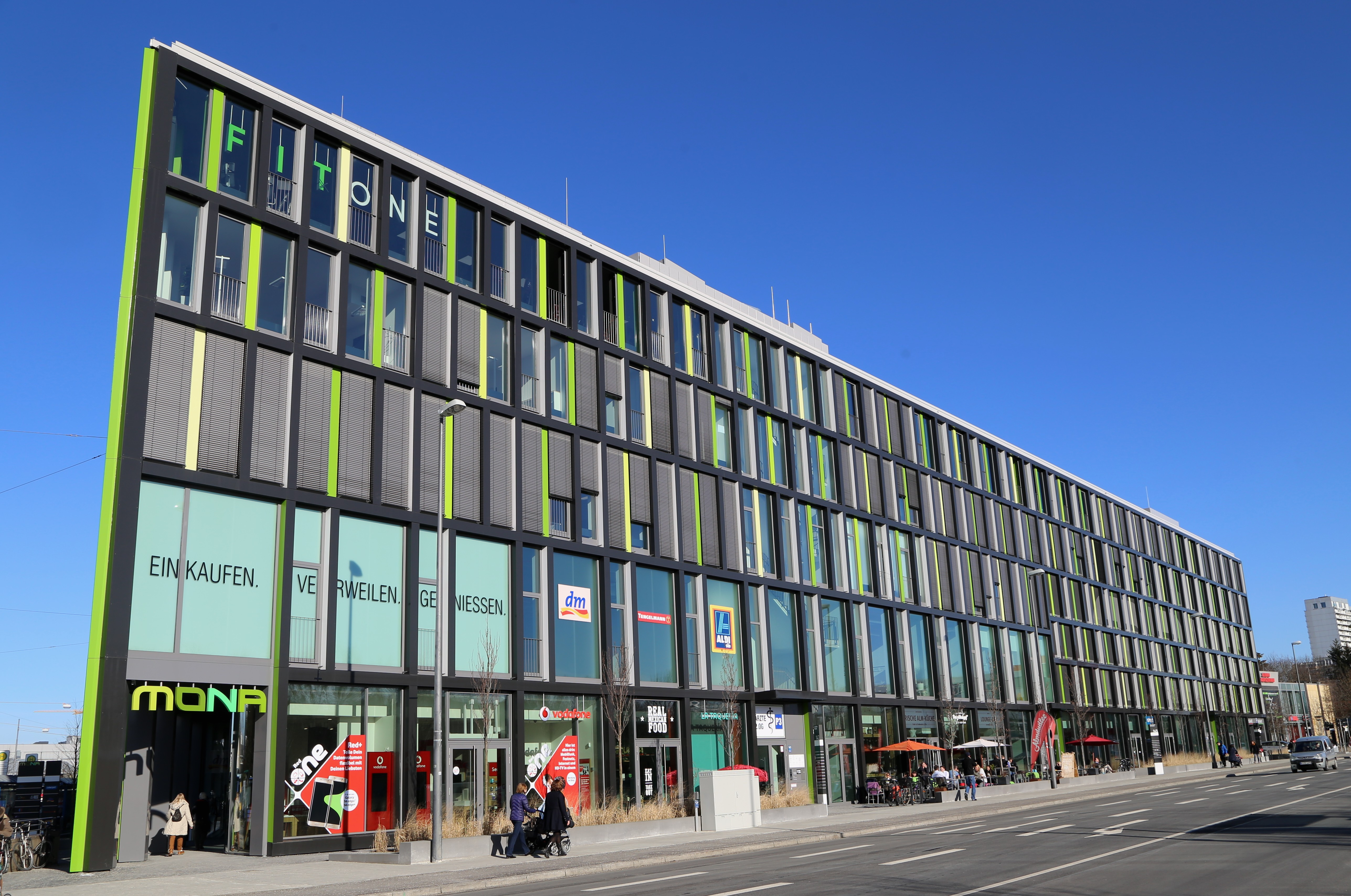
Mona
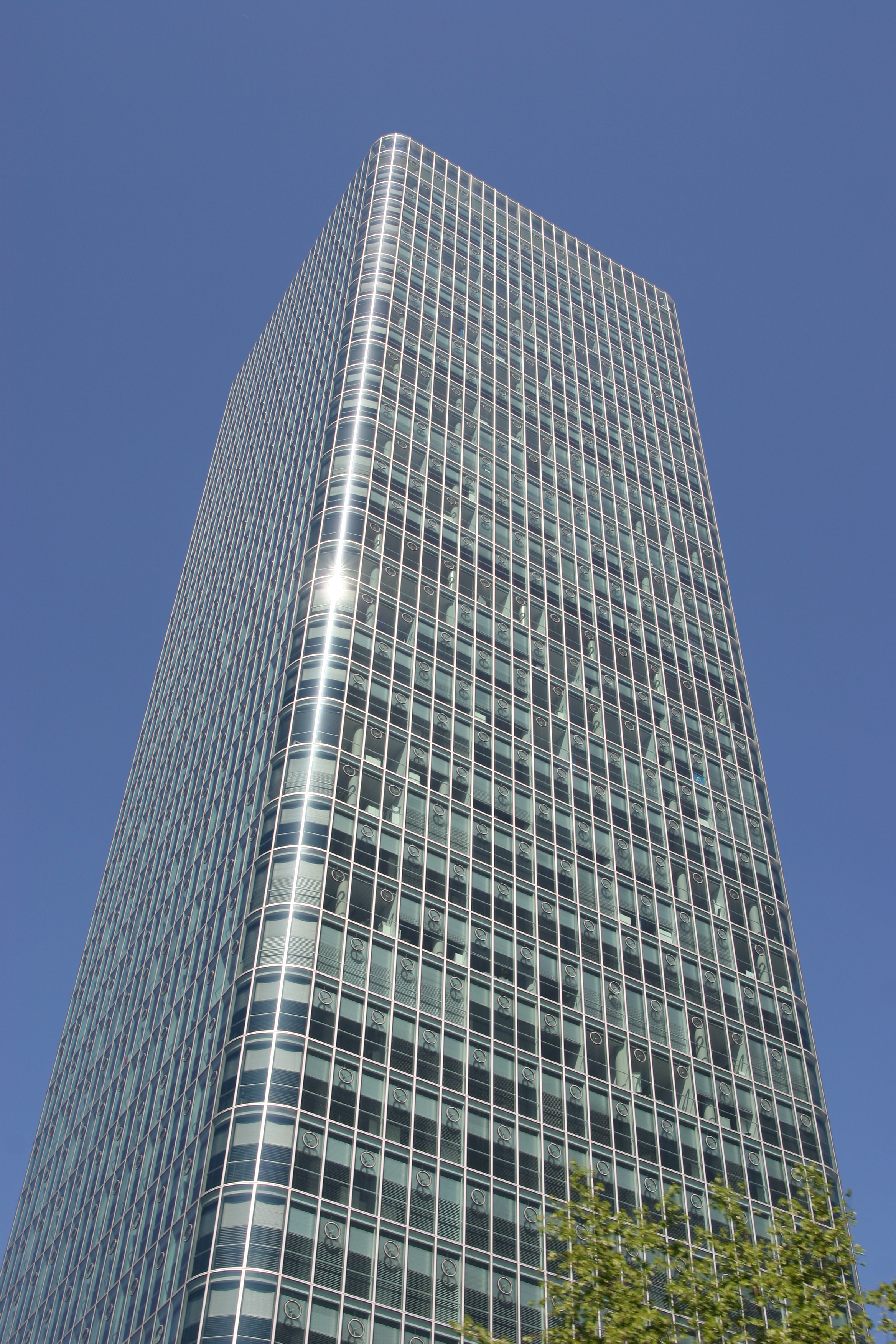
Uptown Munich, höchstes Hochhaus der Stadt
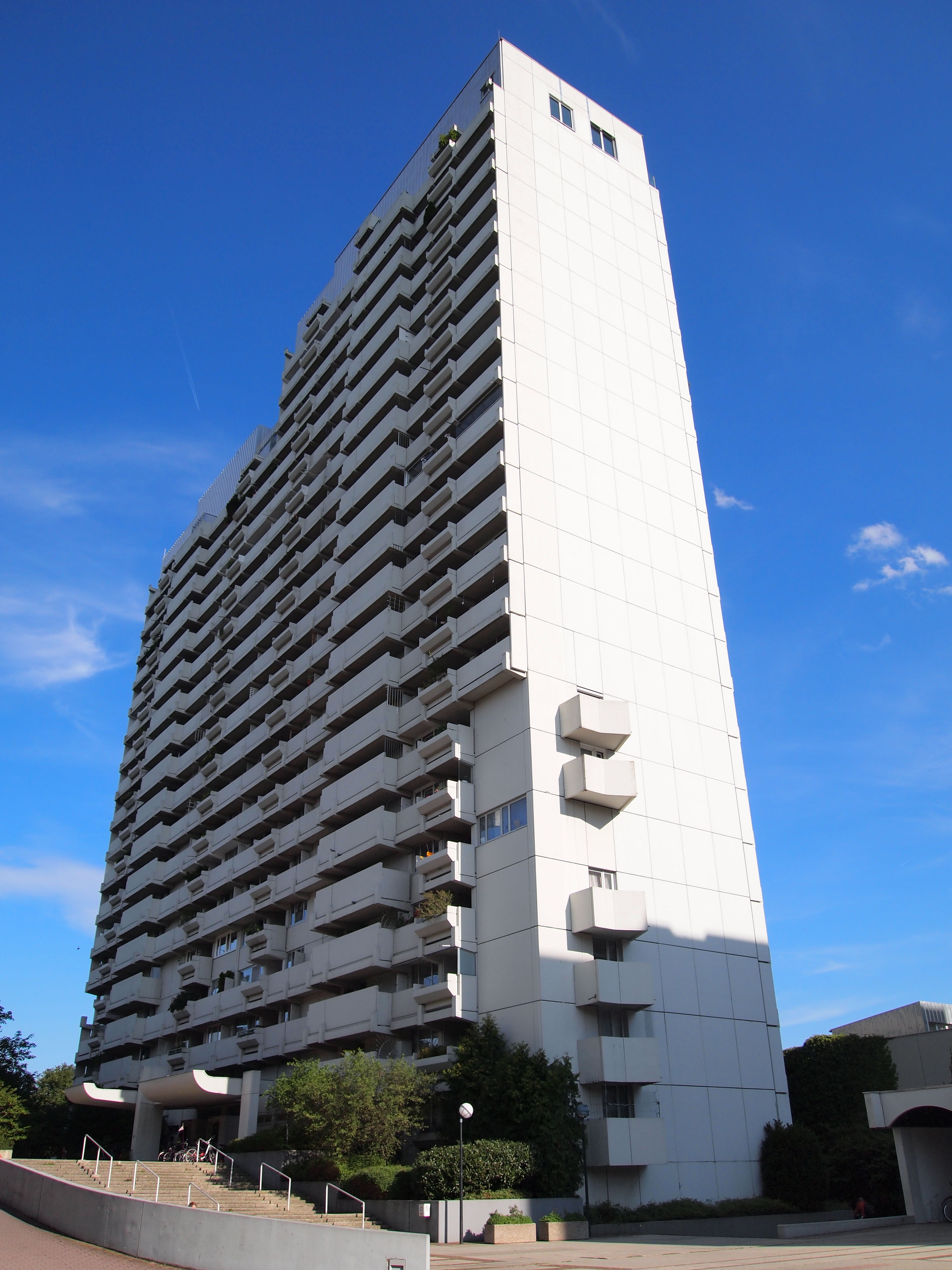
Hochhaus Riesstraße 82 in der Olympia-Pressestadt
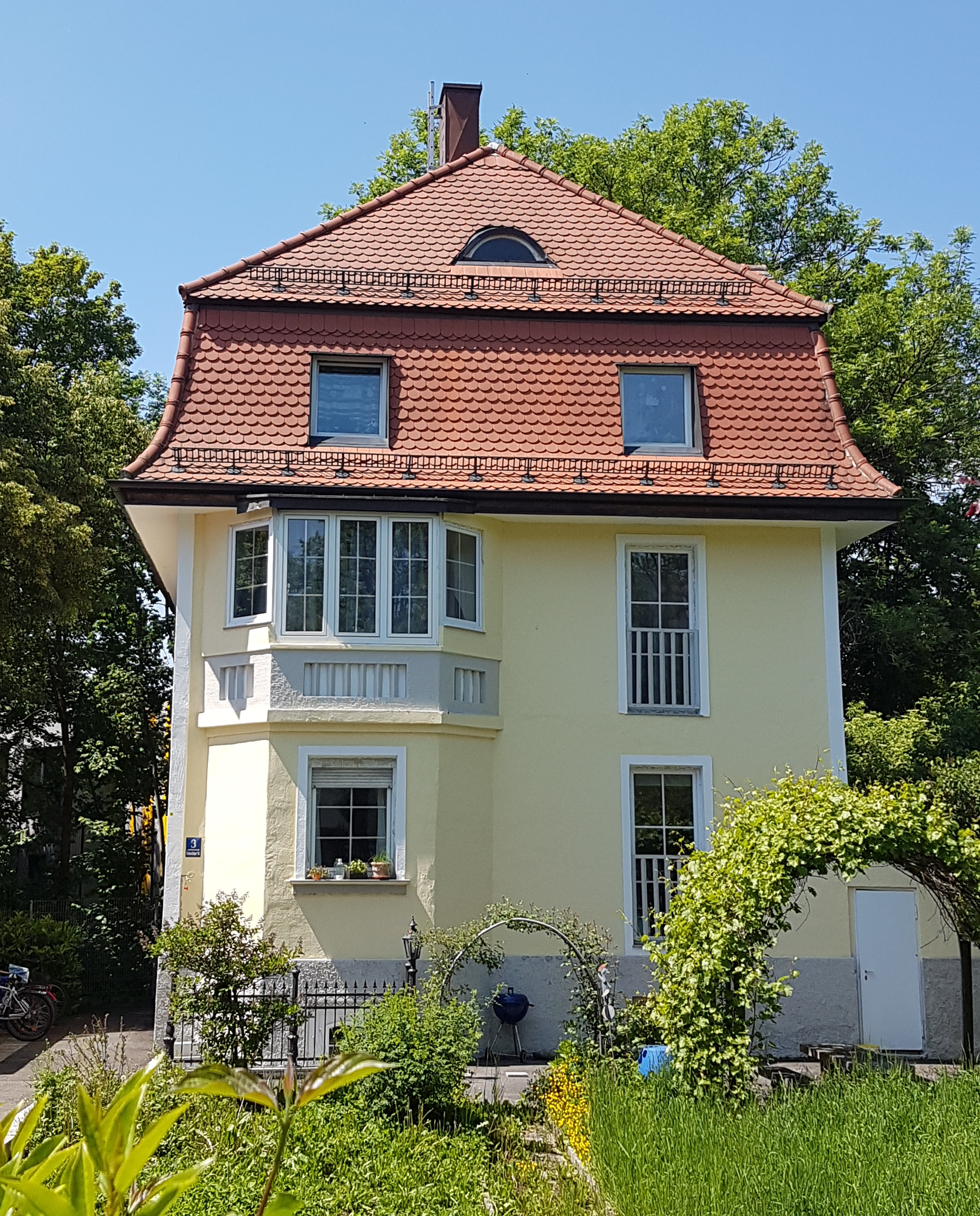
Feldmochinger Straße 3
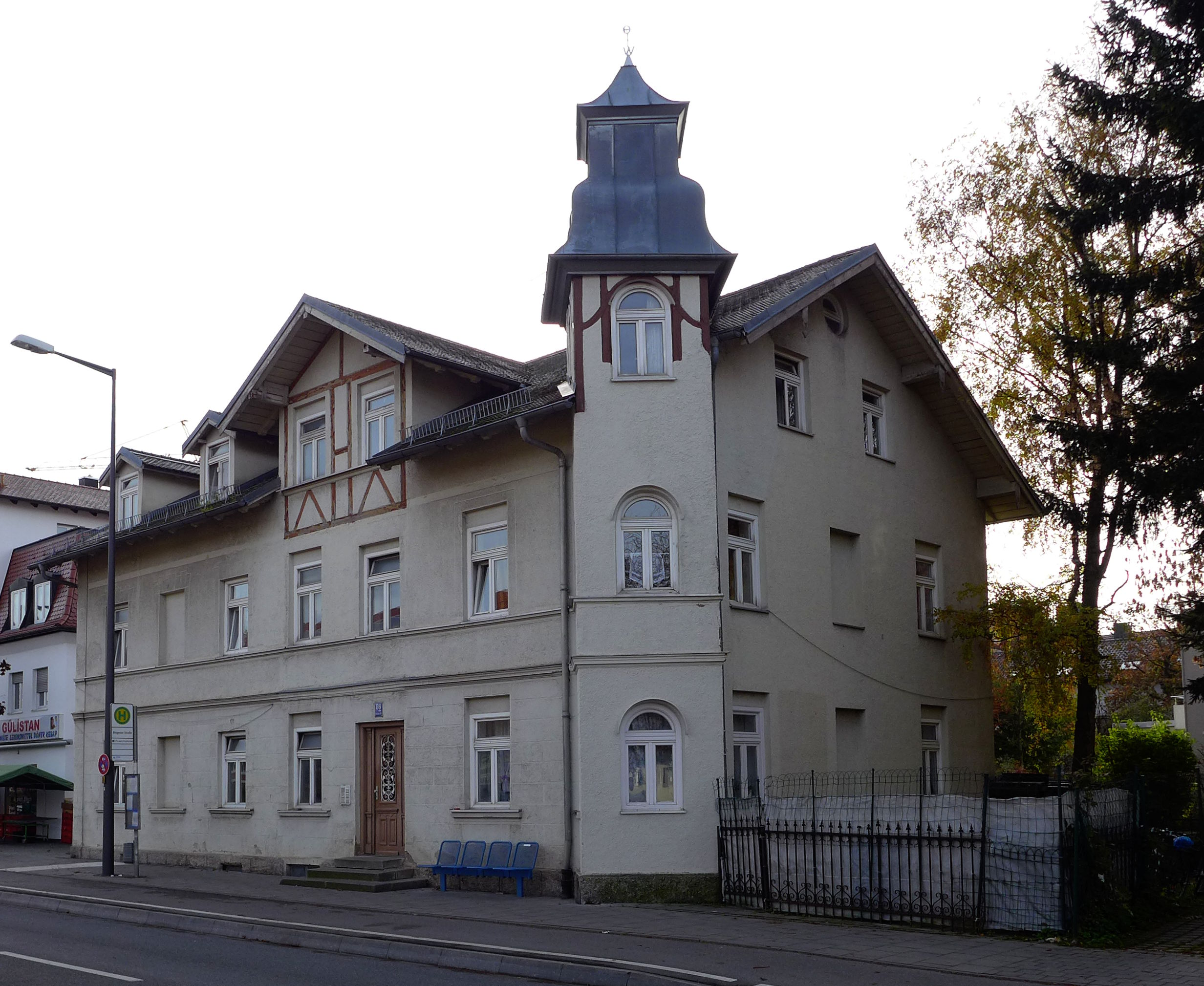
Pelkovenstraße 86
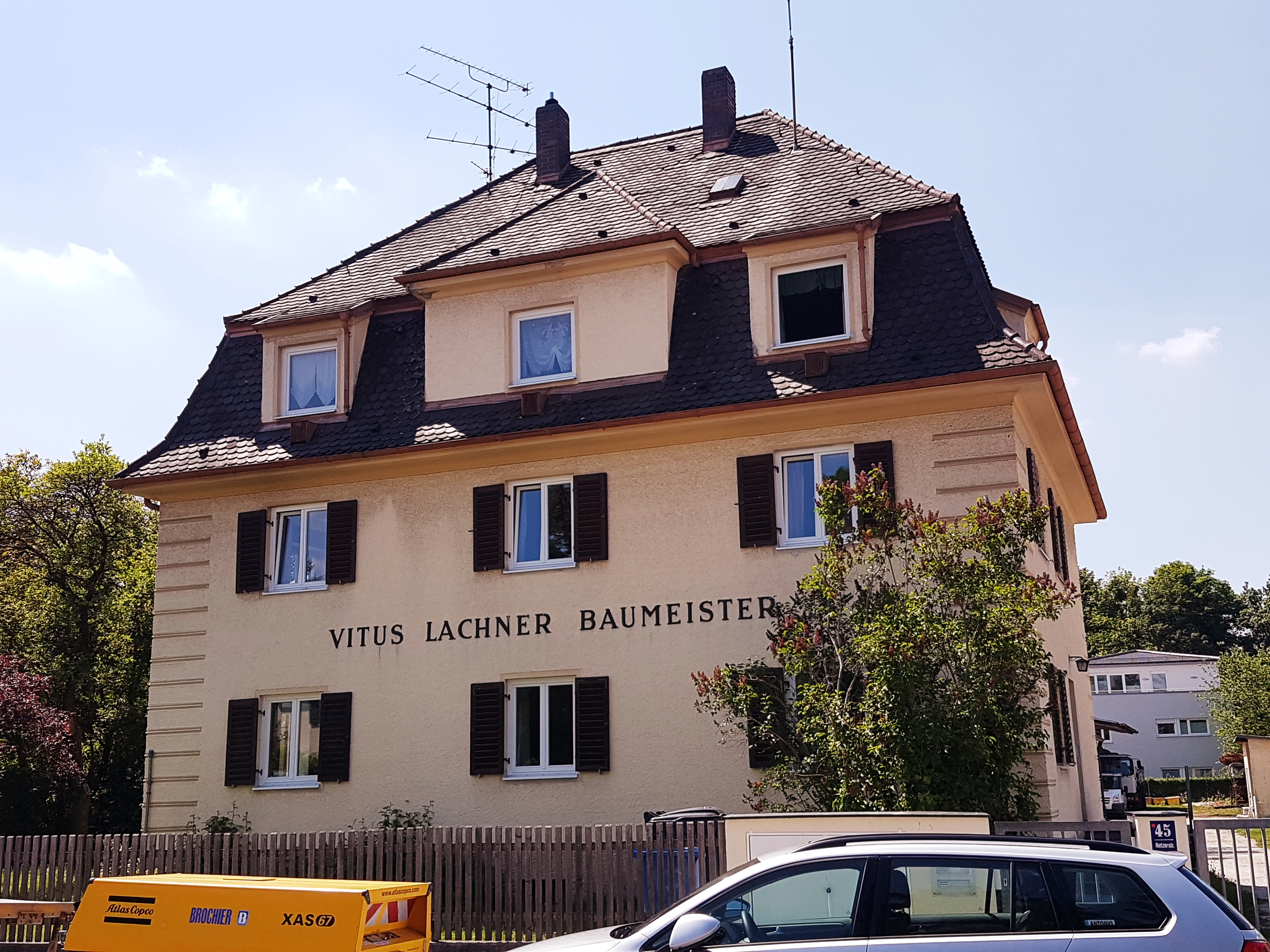
Netzerstraße 45
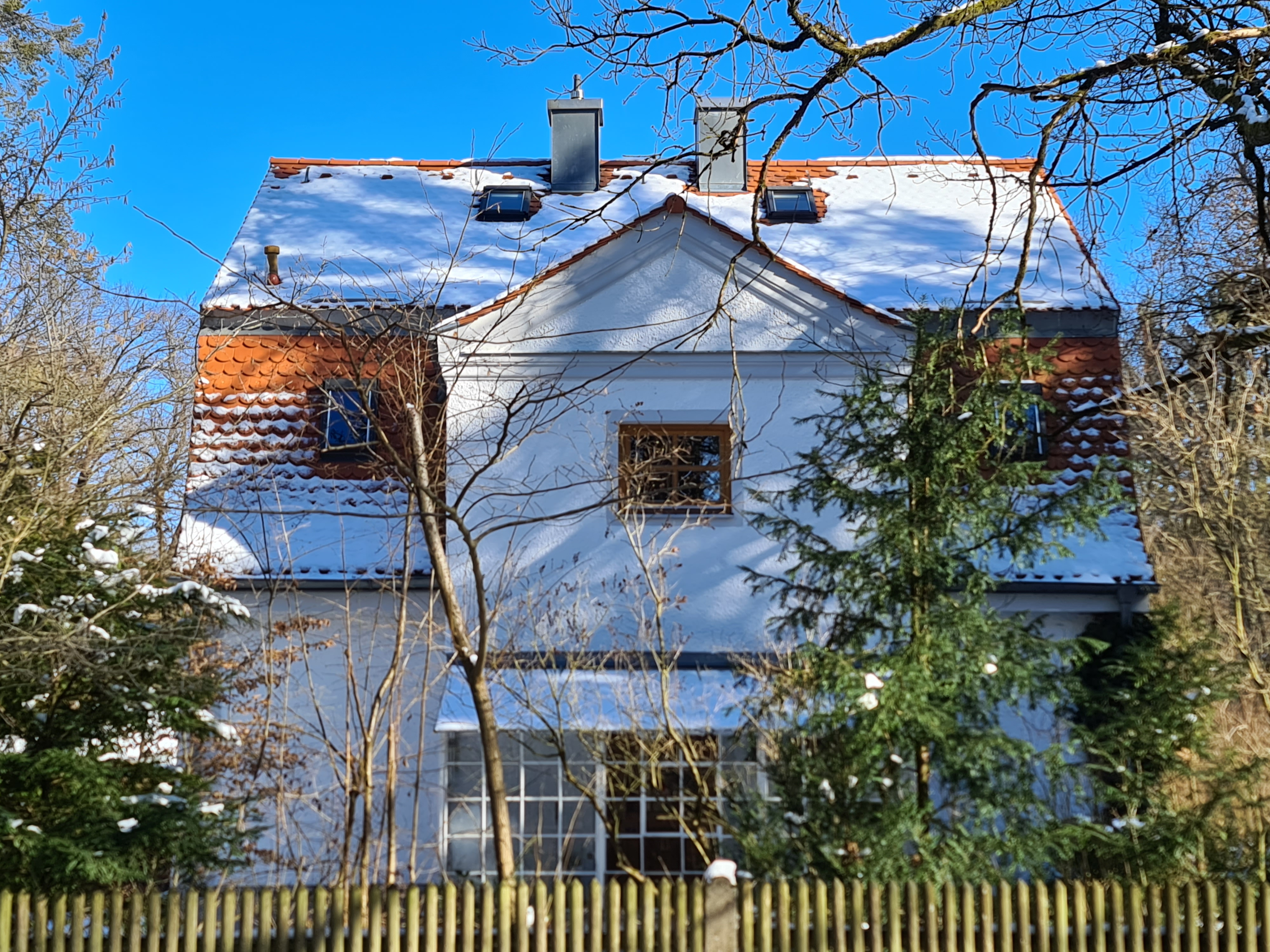
Waldhornstraße 22
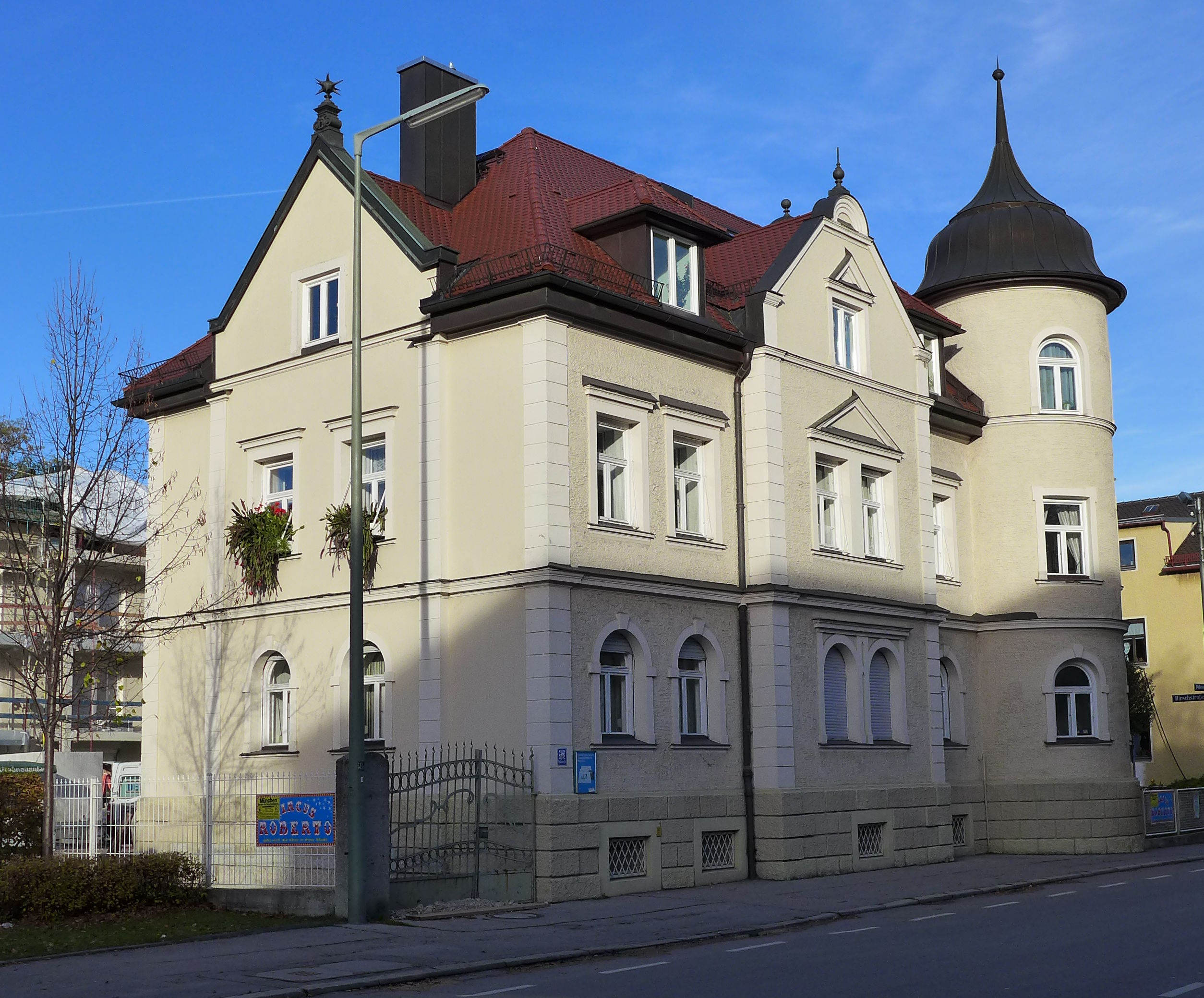
Pelkovenstr. 37
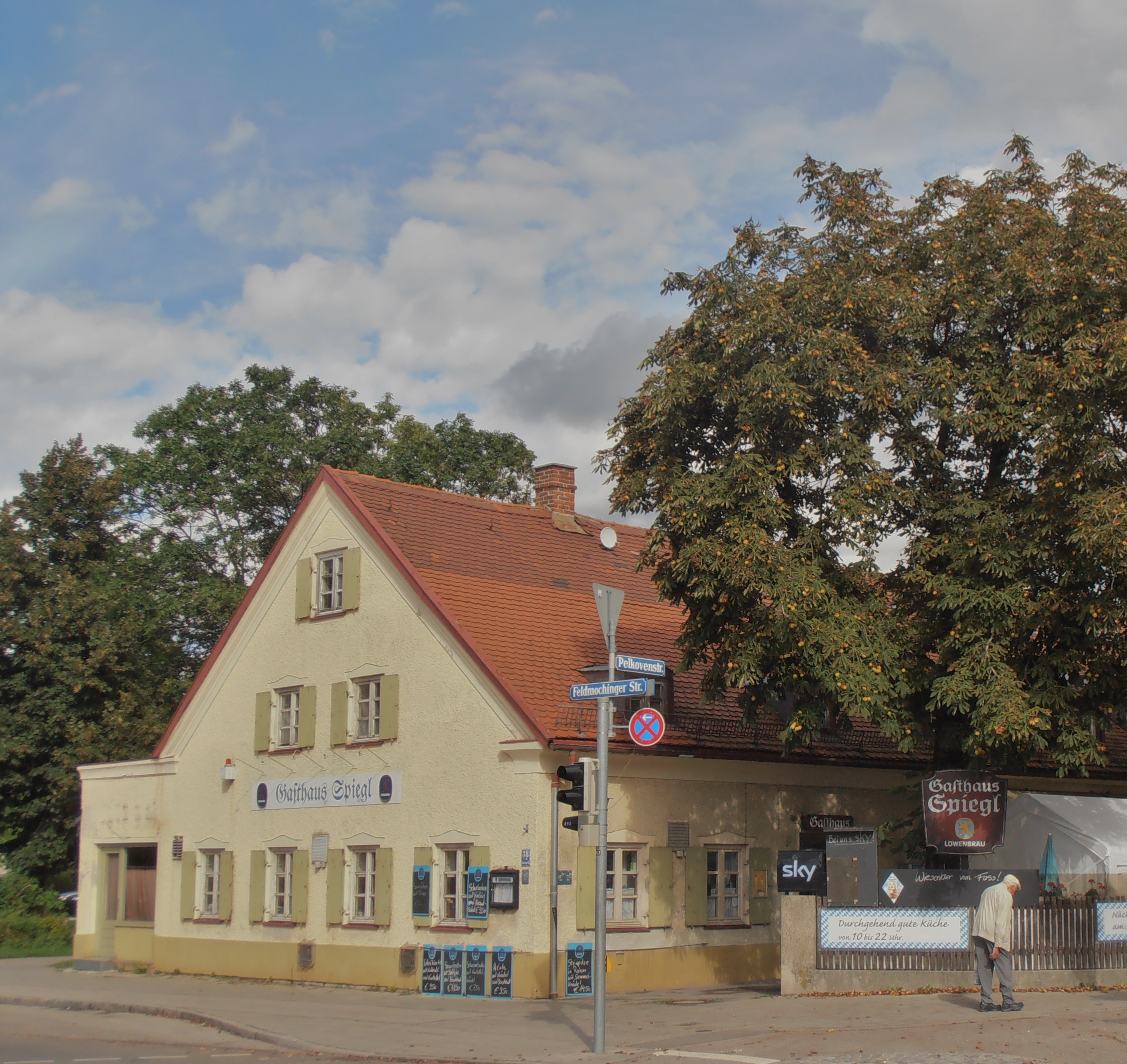
Gasthaus Spiegl
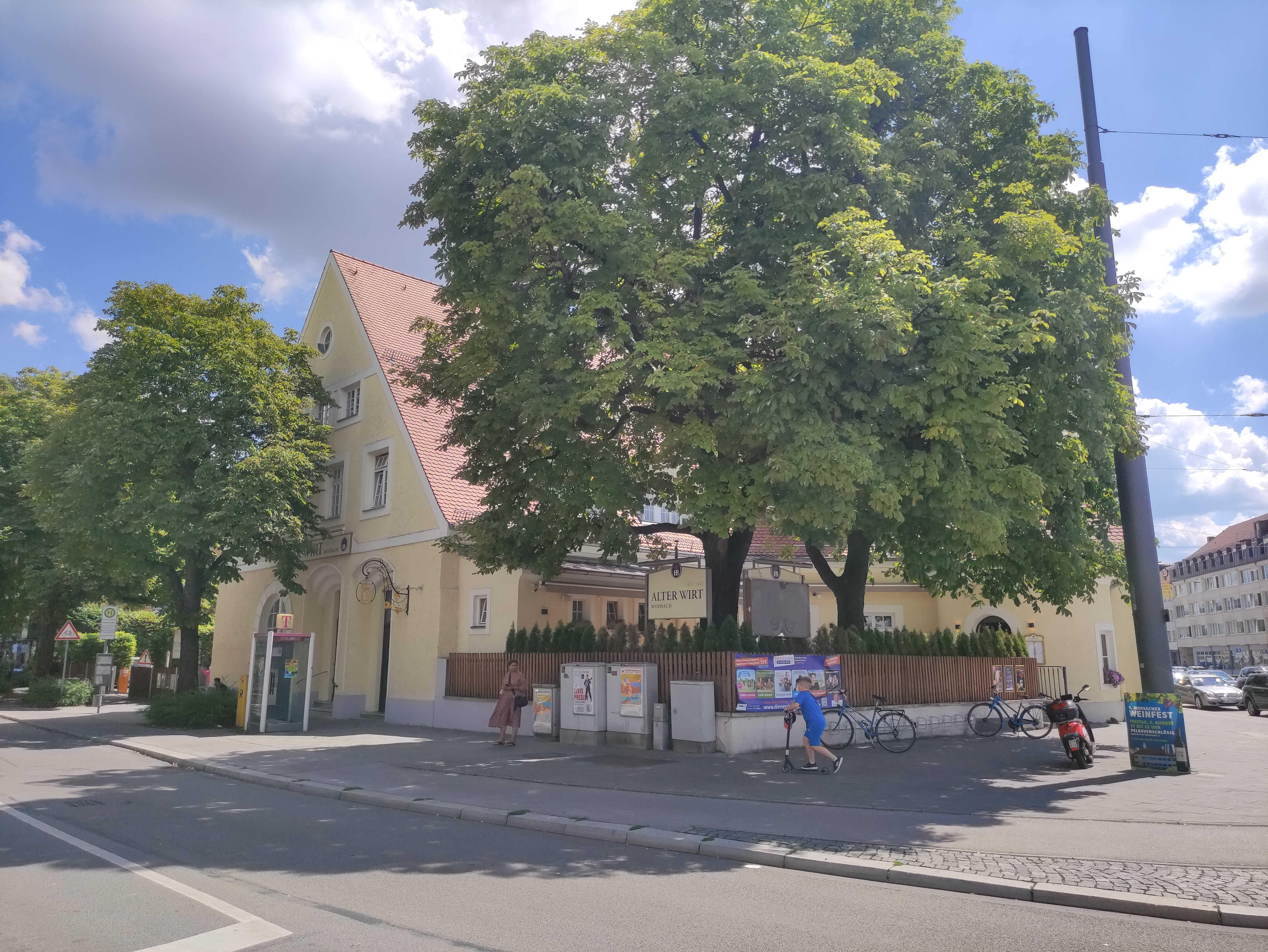
Alter Wirt
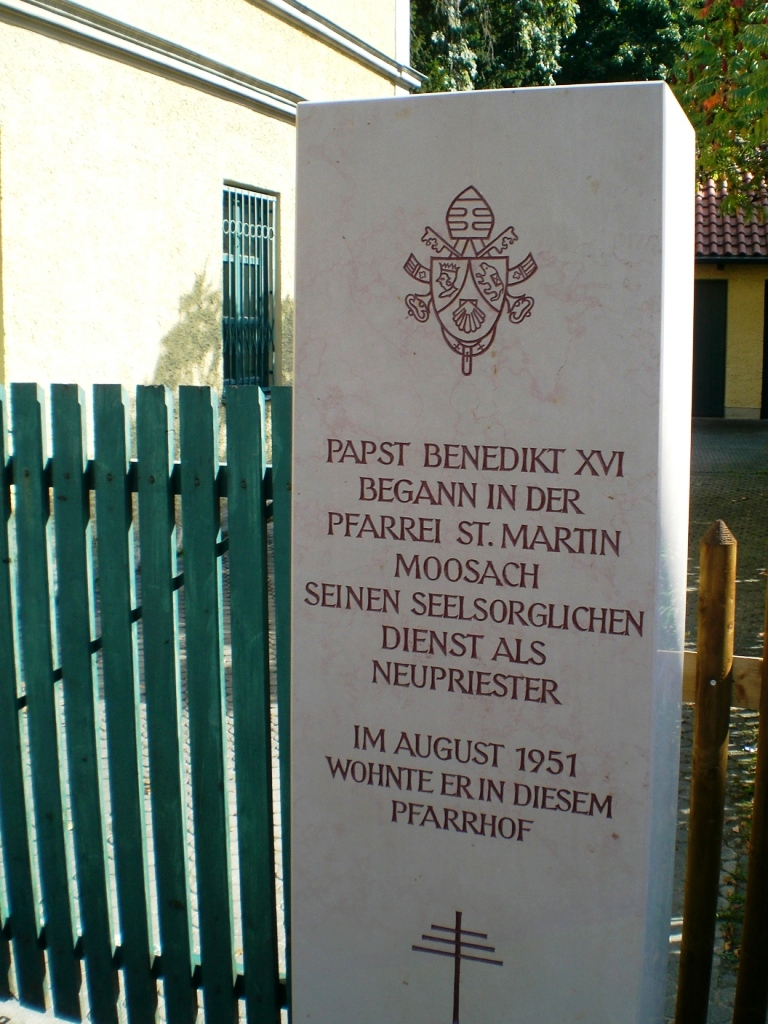
Stele zu Ehren Papst Benedikts XVI. in der Pelkovenstraße, München-Moosach

## Infrastruktur
Straßen

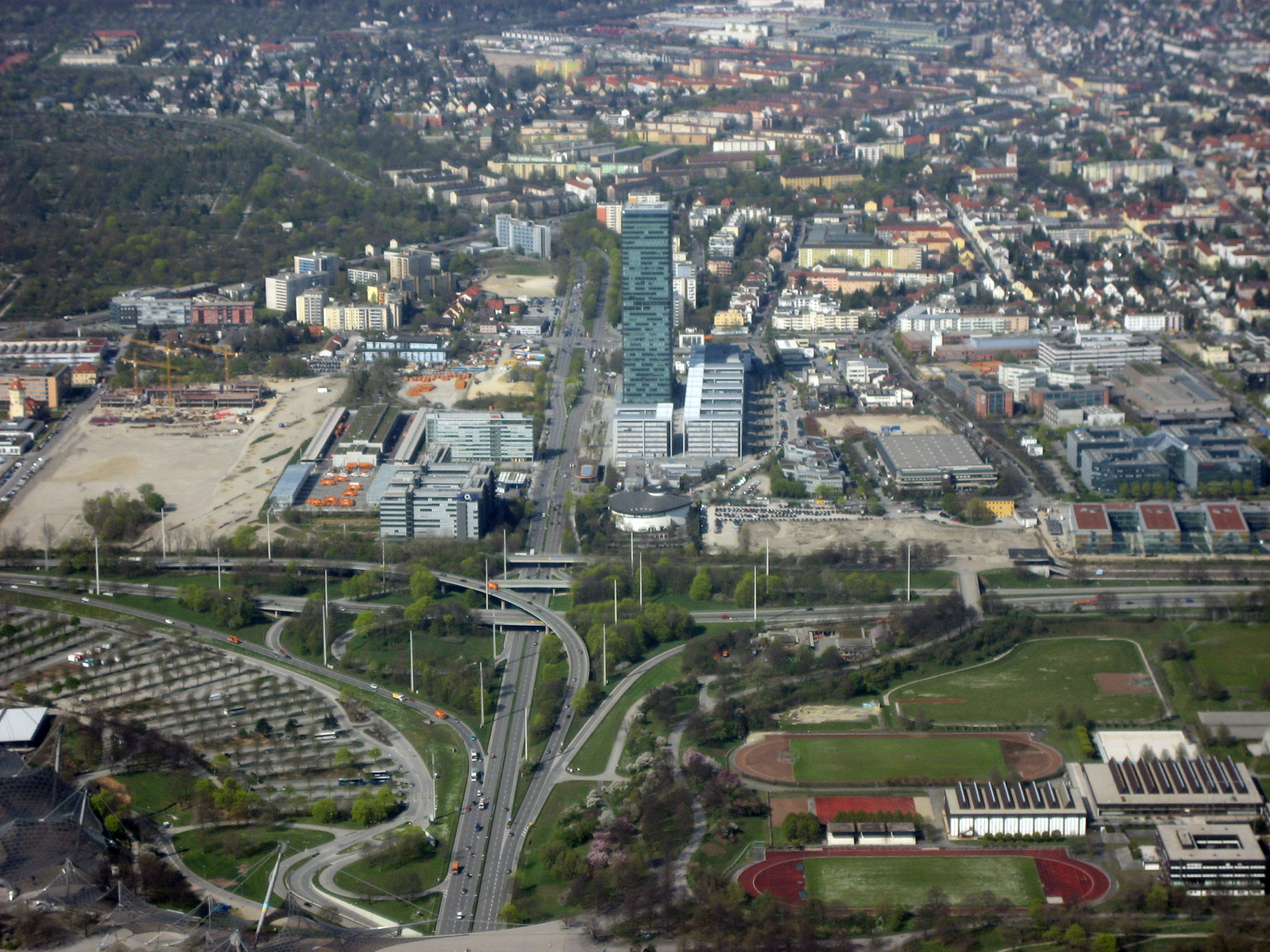
Moosach vom Georg-Brauchle-Ring aus gesehen

Mit dem Mittleren Ring und der Moosacher Straße sowie deren Zubringern, der Triebstraße, der Dachauer Straße und der Von-Kahr-Straße, wird der Bezirk von mehreren Hauptverkehrsstraßen mit erheblichem Durchgangsverkehr durchschnitten oder tangiert. Einen gewissen ökologischen Ausgleich bringen die im Bezirk liegenden Landschaftsschutzgebiete Kapuzinerhölzl und Hartmannshofer Wald, einige Kleingartenanlagen, sowie der Westfriedhof.
Bahn

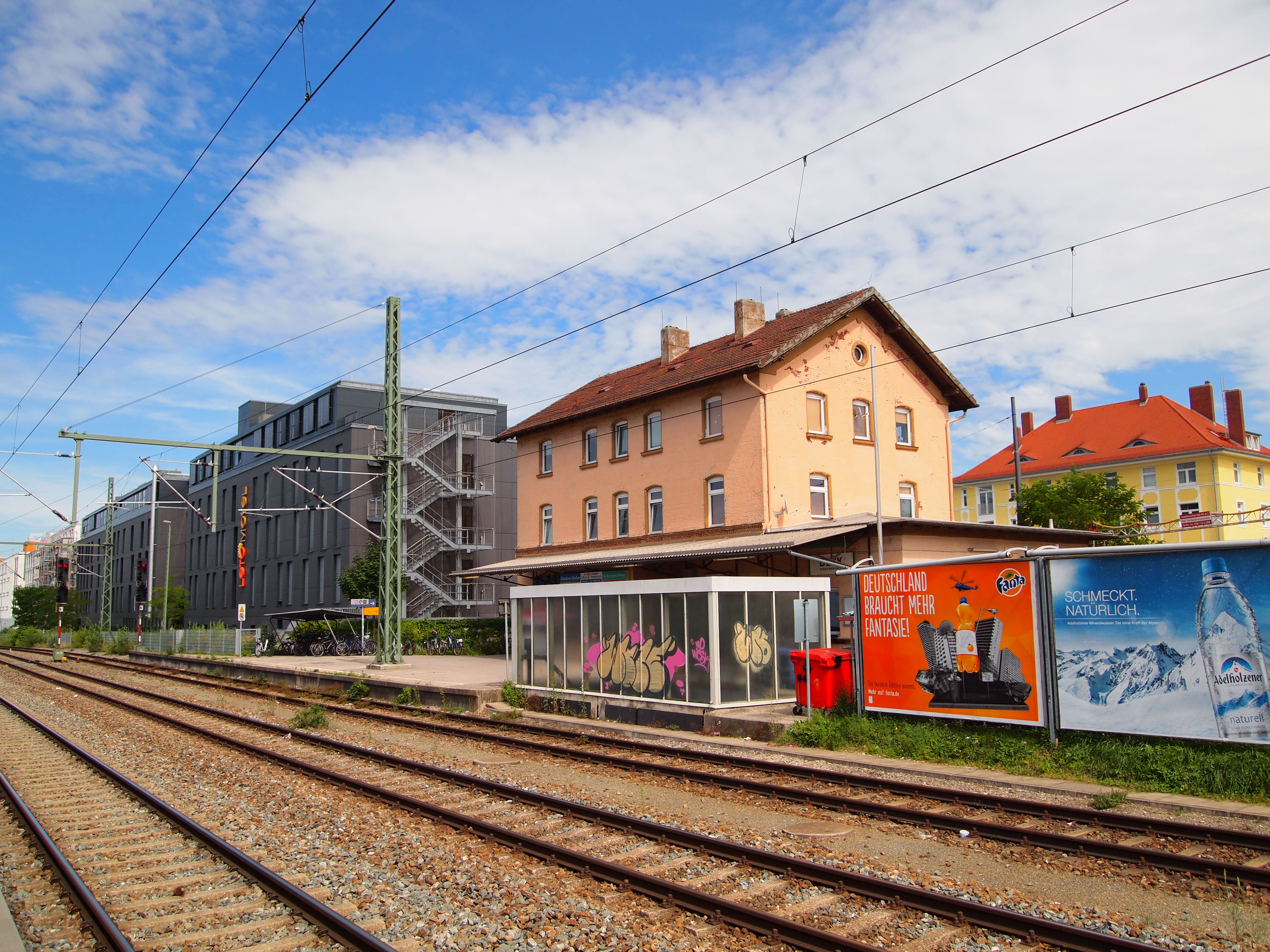
Bahnhof Moosach

Moosach liegt an der Bahnstrecke München–Regensburg und wird am Bahnhof München-Moosach durch die Linie S1 der S-Bahn München bedient. Seit dem 22. November 1930 ist der Münchner Ortsteil durch die heutigen Trambahnlinien 20 und N20 an das Stadtzentrum angebunden. Mit den U-Bahn-Linien U1 und U3 am Olympia-Einkaufszentrum ist Moosach mit dem Münchner U-Bahn-Netz verbunden. Im Dezember 2010 wurde die Weiterführung der U3 über einen weiteren U-Bahnhof am Moosacher St-Martins-Platz bis zum Moosacher Bahnhof fertiggestellt. Um den Bereich um den „Moosacher Stachus“ attraktiver zu machen, wurde die Oberfläche nach Fertigstellung des U-Bahnbaus und der damit verbundenen Rückverlängerung der Trambahnlinie, die von 2004 bis Dezember 2008 provisorisch an der Pelkovenstraße endete, neu gestaltet.
Insgesamt befinden sich in Moosach 38 Haltestellen von zwei U-Bahn-, einer S-Bahn-, zwei Tram- (davon eine Nachttram) und neun Buslinien.
Kultur und Bildung

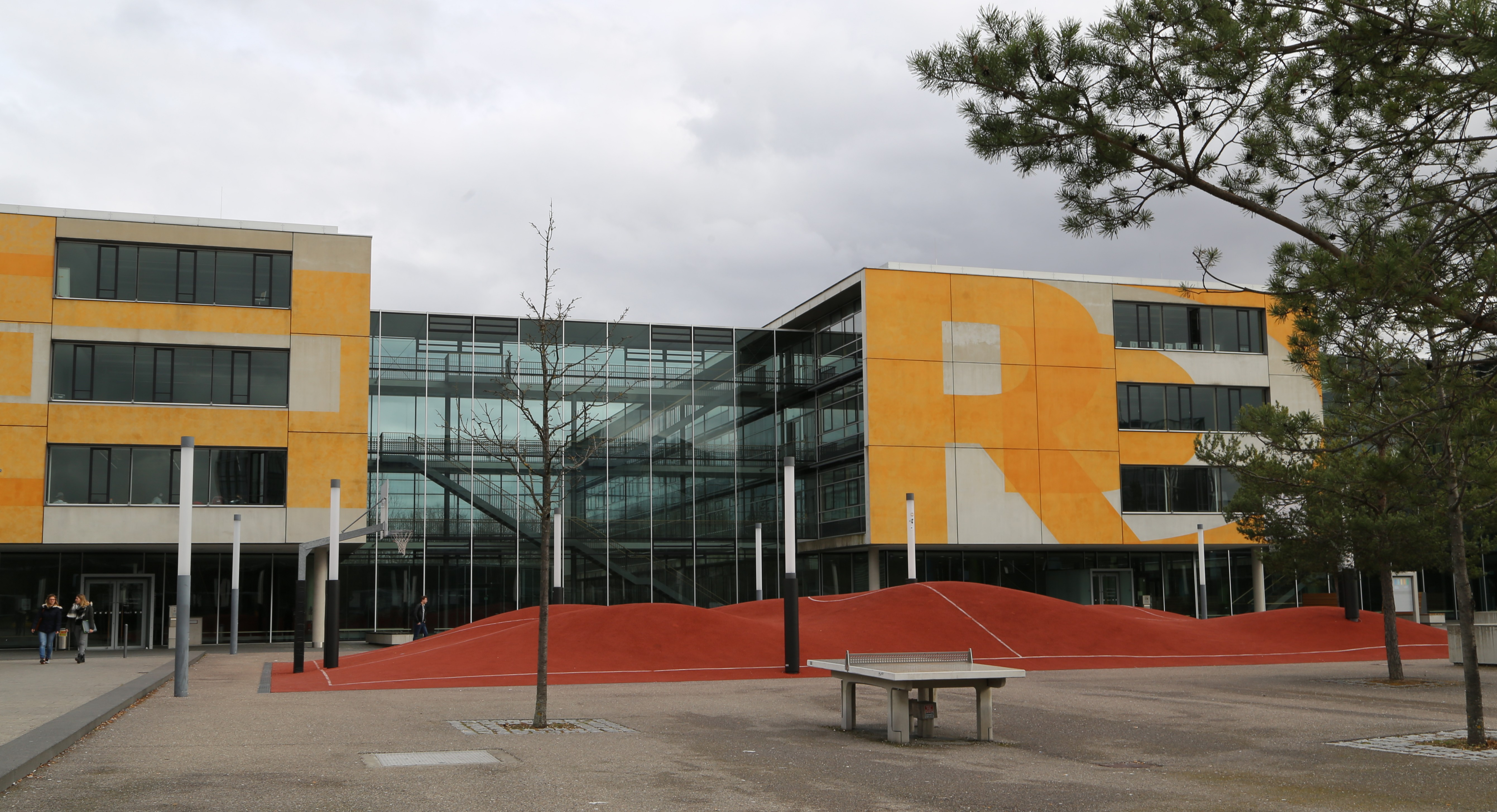
Berufsschulzentrum Riesstraße

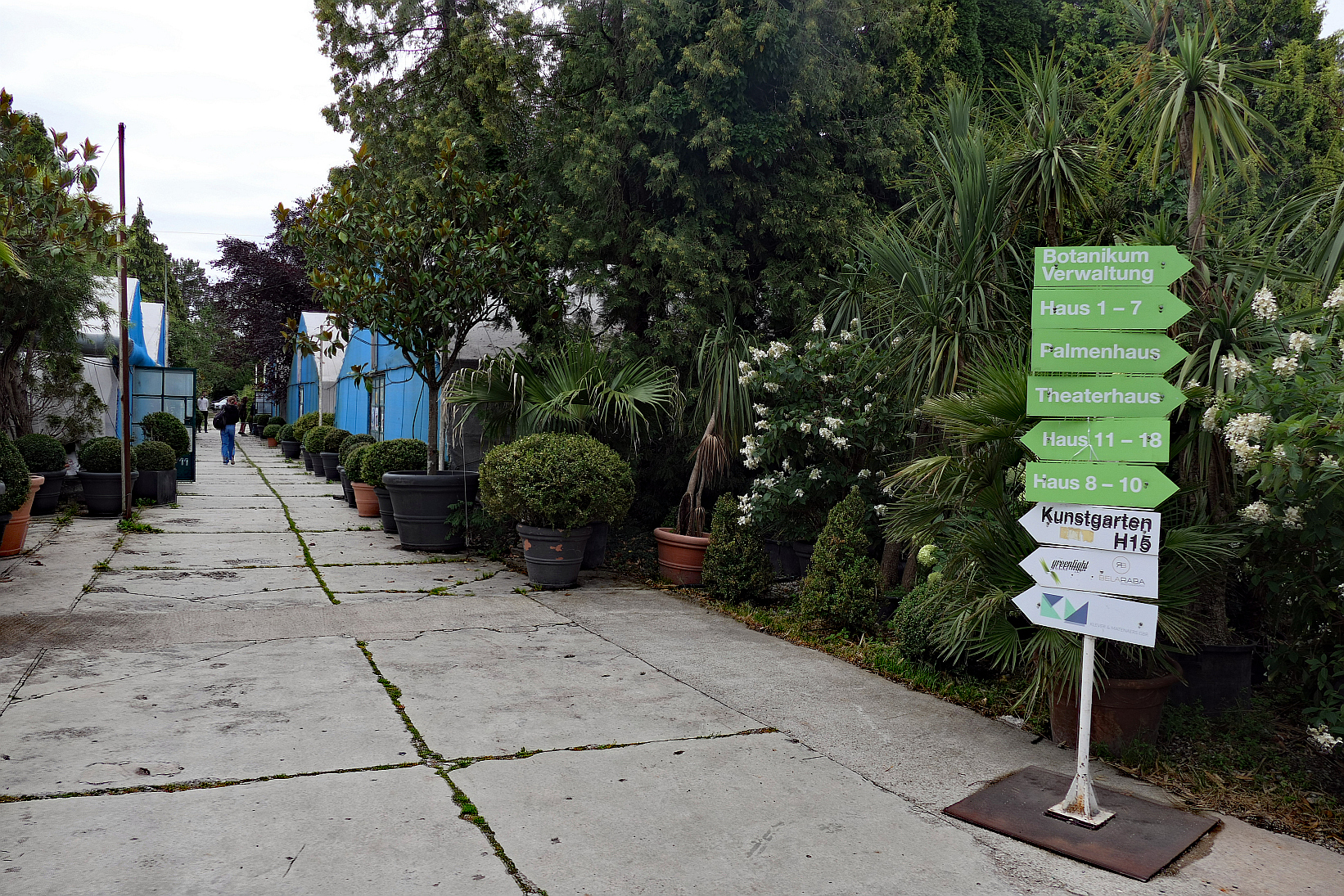
Künstlerateliers im Botanikum im Juli 2023

1985 eröffnete der Kunstgärtner Heinrich Bunzel mit seiner Frau Bettina das Botanikum an der Feldmochinger Straße 75 – 79 mit 40 Künstlerateliers. Anfang 2022 wurde bekannt, dass das Botanikum abgerissen und in eine Wiese umgewandelt wird, die als Ausgleichsfläche für ein Wohnbauprojekt mit 550 Wohnungen dienen soll.
Im September 2006 eröffnete das christliche Kinder- und Jugendwerk das Kinder- und Jugendzentrum Die Arche. Zurzeit werden in einem provisorischen Gebäude in der Brieger Straße täglich 40 bis 60 Kinder im Alter zwischen fünf und zwölf Jahren betreut. Einrichtungen für Jugendliche sind außerdem die Pfarrei St. Martin und der Jugendtreff Mooskito und der Kinder- und Jugendtreff boomerang in der Pelkovenstraße 128.
In der Ohlauer Straße 16 liegt die Magdalenenkirche, in der Templestraße 5 liegt die Kirche St. Mauritius, in der Lechelstraße 54 die Kirche St. Raphael, in der Gubestraße 4 die Heilig-Geist-Kirche, in der Grünspechtstraße 13 die Bethlehemskirche, in der Triebstraße 3 die christliche Freikirche Moosach sowie in der Riesstraße 102 die Äthiopisch-Orthodoxe Kirche.
2007 eröffnete das Berufsschulzentrum Riesstraße.
Das Kultur- und Bürgerhaus Pelkovenschlössl ist die zentrale Stätte für Bildungs- und Kulturveranstaltungen.
In der Donauwörther Straße 51 liegt der Kunsttreff Moosach.
Sport
Der PSV München ist bekannt für seine Handballerinnen, die in den 1950er Jahren mehrere deutsche Meisterschaften holten, und seine Behindertensportler wie die Biathletin und Skilangläuferin Verena Bentele. Der Verein stellte zwei Leichtathletik-Teilnehmerinnen an den Olympischen Spielen 2020 und mit Anni Biechl die Silbermedaillengewinnerin im 4x100 m-Lauf bei den Olympischen Spielen 1960 in Rom.
Die Fußballerinnen des SC Amicitia München spielen seit 2022 in der Bayernliga.
Mit dem TSV Moosach-Hartmannshofen und dem FC Olympia Moosach gibt es weitere, lediglich auf lokaler Ebene spielende Fußballvereine im Stadtbezirk.

## Grünflächen

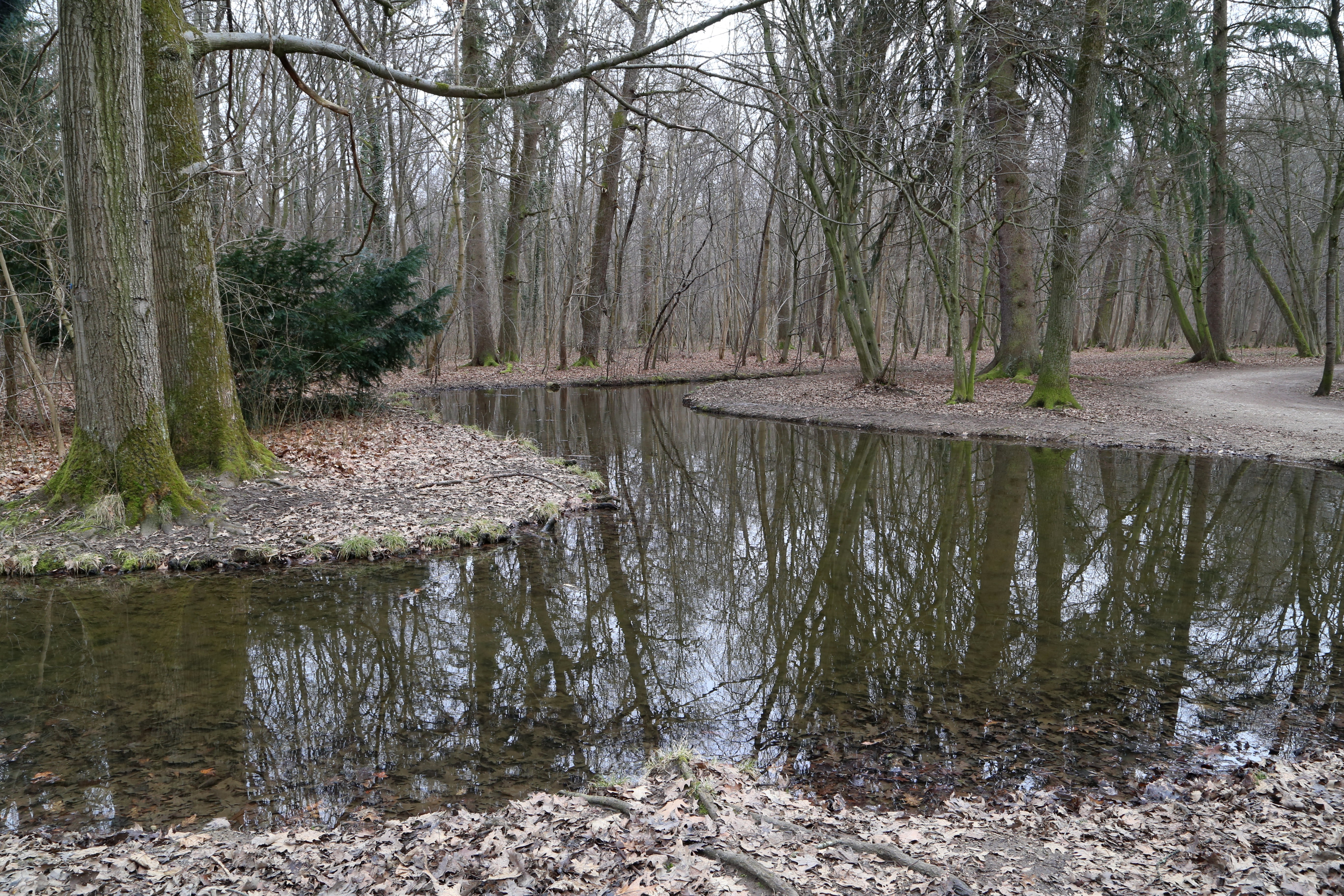
Hartmannshofer Bach

- Amphionpark
- Feldmochinger Mühlbach
- Hartmannshofer Park
- Kapuzinerhölzl
- Rathgeber-Park
- Meiller-Park[12]
- Moosach Skatepark

## Baudenkmäler
Um den Moosacher St.-Martins-Platz, der unter Ensembleschutz (E-1-62-000-37) steht und vormals die Ortsmitte des Dorfes Moosach war, stehen die Alte Pfarrkirche St. Martin und das Pelkovenschlössl.
Siehe auch: Liste der Baudenkmäler in München/Moosach

## Politik
- SPD: 7
- Grüne: 7
- FW/ÖDP: 2
- FDP: 1
- CSU: 7
- AfD: 1

Der Bezirksausschuss von Moosach wurde zuletzt am 15. März 2020 gewählt. Die Sitzverteilung lautet wie folgt: SPD 7, CSU 7, Grüne 7, FW 2, AfD 1 und FDP 1. Von den 37.257 stimmberechtigten Einwohnern Moosachs haben 16.586 von ihrem Wahlrecht Gebrauch gemacht, womit die Wahlbeteiligung bei 44,5 Prozent lag.

## Unternehmen
- Abfallwirtschaftsbetrieb München
- Busbetriebshof Moosach
- Meiller
- Studiosus Reisen

## Statistik
(Stand jeweils am 31. Dezember, Einwohner mit Hauptwohnsitz)
| Jahr | Einwohner | davon Ausländer | Einwohner je km² |
| ---- | --------- | --------------- | ---------------- |
| 1925 | 3570      |                 |                  |
| 1933 | 7898      |                 |                  |
| 1939 | 11.148    |                 |                  |
| 1946 | 11.493    |                 |                  |
| 1950 | 13.037    |                 |                  |
| 1956 | 17.006    |                 |                  |
| 1961 | 23.947    |                 |                  |
| 1970 | 40.343    |                 |                  |
| 1973 | 41.303    |                 |                  |
| 1980 | 42.793    |                 |                  |
| 1987 | 42.300    | 5.086 (12,0 %)  |                  |
| 1988 | 42.594    | 5.455 (12,8 %)  |                  |
| 1989 | 42.973    | 5.897 (13,7 %)  |                  |
| 1990 | 43.538    | 6.353 (14,6 %)  |                  |
| 1991 | 44.641    | 7,161 (16,0 %)  |                  |
| 1992 | 45.818    | 8.486 (18,5 %)  |                  |
| 1993 | 45.507    | 8.578 (18,8 %)  |                  |
| 1994 | 45.162    | 8.762 (19,4 %)  |                  |
| 1995 | 45.254    | 9.250 (20,4 %)  |                  |
| 1996 | 45.346    |                 |                  |
| 1999 | 45.323    |                 |                  |
| 2000 | 45.538    | 10.772 (23,7 %) | 4.108            |
| 2001 | 46.174    | 11.011 (23,8 %) | 4.164            |
| 2002 | 46.333    | 11.054 (23,9 %) | 4.179            |
| 2003 | 46.546    | 11.104 (23,9 %) | 4.198            |
| 2004 | 46.856    | 11.442 (24,4 %) | 4.225            |
| 2005 | 47.198    | 11.758 (24,9 %) | 4.255            |
| 2006 | 47.754    | 11.942 (25,0 %) | 4.300            |
| 2007 | 48.306    | 12.192 (25,2 %) | 4.354            |
| 2008 | 48.451    | 12.352 (25,5 %) | 4.367            |
| 2009 | 48.692    | 12.679 (26,0 %) | 4.389            |
| 2010 | 48.421    | 12.567 (26,0 %) | 4.365            |
| 2011 | 49.384    | 13.418 (27,2 %) | 4.452            |
| 2012 | 50.253    | 14.038 (27,9 %) | 4.530            |
| 2013 | 51.537    | 14.805 (28,7 %) | 4.646            |
| 2014 | 52.657    | 15.606 (29,6 %) | 4.747            |
| 2015 | 53.261    | 16.120 (30,3 %) | 4.801            |
| 2016 | 53.859    | 16.615 (30,8 %) | 4.855            |
| 2017 | 53.662    | 16.602 (30,9 %) | 4.837            |
| 2018 | 54.223    | 17.072 (31,5 %) | 4.888            |
| 2019 | 54.872    | 17.687 (32,2 %) | 4.946            |
| 2020 | 54.934    | 17.754 (32,3 %) | 4.952            |
| 2021 | 54.928    | 18.116 (33,0 %) | 4.951            |
| 2022 | 55.761    | 18.957 (34,0 %) | 5.026            |
| 2023 | 55.851    | 18.976 (34,0 %) | 5.034            |
| 2024 | 56.015    | 19.480 (34,8 %) | 5.049            |

Quelle mit weiteren Daten
| Grundschulen               | 04         |
| Hauptschulen               | 02         |
| Realschulen                | 01         |
| Gymnasium                  | 01         |
| Berufsschulen              | 02         |
| Kindergärten               | 19         |
| Kinderkrippen              | 01         |
| Kinderhorte                | 07         |
| Kooperationseinrichtungen  | 01         |
| Freizeitheime              | 02         |
| Spielplätze                | 27         |
| Sozialbürgerhaus           | 01         |
| Alten- und Service-Zentrum | 01         |
| Stadtteilbibliothek        | 01         |
| Parks, Grünflächen         | 51 (61 ha) |
| Altenheime                 | 02         |

## Persönlichkeiten aus Moosach
- Johannes Kuen (1606–1675), Dichter des Barock
- Malachias Lachmayr (1626–1688), Abt des Klosters Raitenhaslach
- Katharina Kainz (1767–1836), Sängerin
- Georg Patzenhofer (1815–1873), brachte 1855 das Münchner Bier nach Berlin
- Faris Al-Sultan (* 1978), Triathlet